# Flow (Conception)
Flow è il quarto album del gruppo musicale progressive metal Conception.

## Tracce
1. Gethsemane – 5:01 (Amlien/T.Østby/Heimdal)
2. Angel (Come Walk with Me) – 4:24 (Amlien/T.Østby/Heimdal)
3. A Virtual Lovestory – 3:46 (T.Østby/Roy Khan)
4. Flow – 3:44 (Amlien/T.Østby/Heimdal)
5. Cry – 5:02 (T.Østby/Roy Khan)
6. Reach Out – 3:34 (T.Østby/Heimdal/Roy Khan)
7. Tell Me When I'm Gone – 4:21 (T.Østby/Roy Khan)
8. Hold On – 4:07 (T.Østby/Roy Khan)
9. Cardinal Sin – 4:01 (T.Østby/Roy Khan)
10. Would It Be the Same – 5:47 (T.Østby/Heimdal/Roy Khan)

## Formazione
- Roy Khan - voce
- Tore Østby - chitarra
- Ingar Amlien - basso
- Arve Heimdal - batteria
- Hans Chr. Gjestvang - tastiera